# Campionati europei di canoa/kayak sprint 2015
I Campionati europei di canoa/kayak sprint 2015 sono stati la 27ª edizione della manifestazione. Si sono svolti a Račice, in Repubblica Ceca, dal 1 al 3 maggio 2015.

## Medagliere
| Pos.   | Paese       | Oro | Argento | Bronzo | Totale |
| ------ | ----------- | --- | ------- | ------ | ------ |
| 1      | Germania    | 7   | 3       | 1      | 11     |
| 2      | Russia      | 4   | 4       | 3      | 11     |
| 3      | Bielorussia | 4   | 3       | 4      | 11     |
| 4      | Polonia     | 2   | 3       | 0      | 5      |
| 5      | Danimarca   | 2   | 1       | 0      | 3      |
| 6      | Rep. Ceca   | 2   | 0       | 1      | 3      |
| 7      | Romania     | 1   | 3       | 0      | 4      |
| 8      | Ucraina     | 1   | 2       | 3      | 6      |
| 9      | Serbia      | 1   | 1       | 5      | 7      |
| 10     | Francia     | 1   | 0       | 1      | 2      |
| 11     | Bulgaria    | 1   | 0       | 0      | 1      |
| 12     | Ungheria    | 0   | 2       | 0      | 2      |
| 13     | Italia      | 0   | 1       | 2      | 3      |
| 14     | Portogallo  | 0   | 1       | 1      | 2      |
| 15     | Slovacchia  | 0   | 1       | 0      | 1      |
| 15     | Svezia      | 0   | 1       | 0      | 1      |
| 17     | Lituania    | 0   | 0       | 2      | 2      |
| 17     | Spagna      | 0   | 0       | 2      | 2      |
| 19     | Irlanda     | 0   | 0       | 1      | 1      |
| Totale | Totale      | 26  | 26      | 26     | 78     |

## Podi

### Uomini
| Evento    | Oro                                                                              | Tempo     | Argento                                                                | Tempo     | Bronzo                                                                | Tempo     |
| Canoa     |                                                                                  |           |                                                                        |           |                                                                       |           |
| C1 200 m  | Andrey Kraitor                                                                   | 40"296    | Artsem Kozyr                                                           | 40"416    | Alfonso Benavides                                                     | 40"636    |
| C1 500 m  | Martin Fuksa                                                                     | 1'49"716  | Mikhail Pavlov                                                         | 1'50"580  | Pavlo Altukhov                                                        | 1'51"248  |
| C1 1000 m | Sebastian Brendel                                                                | 3'55"296  | Tomasz Kaczor                                                          | 3'56"376  | Pavlo Altukhov                                                        | 3'56"460  |
| C1 5000 m | Sebastian Brendel                                                                | 22'58"100 | Pavel Petrov                                                           | 23'14"830 | Maxim Piatrou                                                         | 23'19"320 |
| C2 200 m  | Russia Alexey Korovashkov Ivan Štyl'                                             | 36"828    | Bielorussia Dzmitry Rabchanka Aleksandr Vauchetskiy                    | 37"980    | Italia Daniele Santini Luca Incollingo                                | 38"276    |
| C2 500 m  | Russia Alexey Korovashkov Ivan Štyl'                                             | 1'43"848  | Ucraina Dmytro Ianchuk Taras Mishchuk                                  | 1'45"272  | Bielorussia Hleb Saladukha Dzianis Makhlai                            | 1'46"212  |
| C2 1000 m | Ucraina Dmytro Ianchuk Taras Mishchuk                                            | 3'36"572  | Russia Alexey Korovashkov Ilya Pervukhin                               | 3'38"552  | Germania Yul Oeltze Ronald Verch                                      | 3'38"632  |
| C4 1000 m | Russia Kirill Shamshurin Viktor Melantyev Rasul Ishmukhamedov Vladislav Chebotar | 3'23"460  | Romania Leonid Carp Petre Condrat Josif Chirilă Stefan Strat           | 3'24"792  | Ucraina Denys Kovalenko Elnur Akhadov Dmytro Ianchuk Eduard Shemetylo | 3'25"412  |
| Kayak     |                                                                                  |           |                                                                        |           |                                                                       |           |
| K1 200 m  | Marko Dragosavljević                                                             | 34"708    | Petter Menning                                                         | 34"836    | Ignas Navakauskas                                                     | 34"912    |
| K1 500 m  | René Holten Poulsen                                                              | 1'41"504  | Tom Liebscher                                                          | 1'41"952  | Dejan Pajić                                                           | 1'42"168  |
| K1 1000 m | Max Hoff                                                                         | 3'33"416  | René Holten Poulsen                                                    | 3'35"080  | Fernando Pimenta                                                      | 3'35"616  |
| K1 5000 m | René Holten Poulsen                                                              | 20'01"650 | Max Hoff                                                               | 20'03"290 | Aleh Yurenia                                                          | 20'21"560 |
| K2 200 m  | Germania Ronald Rauhe Tom Liebscher                                              | 32"224    | Serbia Nebojša Grujić Marko Novaković                                  | 32"292    | Lituania Aurimas Lankas Edvinas Ramanauskas                           | 32"660    |
| K2 500 m  | Germania Max Rendschmidt Marcus Groß                                             | 1'31"204  | Slovacchia Erik Vlček Juraj Tarr                                       | 1'31"668  | Bielorussia Vitaliy Bialko Raman Piatrushenka                         | 1'32"612  |
| K2 1000 m | Germania Max Rendschmidt Marcus Groß                                             | 3'19"056  | Bielorussia Vitaliy Bialko Raman Piatrushenka                          | 3'19"884  | Rep. Ceca Daniel Havel Jan Štěrba                                     | 3'19"976  |
| K4 1000 m | Rep. Ceca Daniel Havel Lukáš Trefil Josef Dostál Jan Štěrba                      | 2'57"280  | Portogallo Fernando Pimenta João Ribeiro Emanuel Silva David Fernandes | 2'58"152  | Spagna Javier Hernanz Rodrigo Germade Óscar Carrera Íñigo Peña        | 2'58"572  |

### Donne
| Evento    | Oro                                                                                 | Tempo     | Argento                                                                  | Tempo     | Bronzo                                                                     | Tempo     |
| Canoa     |                                                                                     |           |                                                                          |           |                                                                            |           |
| C1 200 m  | Staniliya Stamenova                                                                 | 49"796    | Zsanett Lakatos                                                          | 51"080    | Irina Andreeva                                                             | 51"200    |
| C2 500 m  | Bielorussia Daryna Kastsiushenka Kamila Bobr                                        | 2'01"528  | Ungheria Zsanett Lakatos Kincsö Takács                                   | 2'03"412  | Russia Irina Andreeva Olesya Nikiforova                                    | 2'07"252  |
| Kayak     |                                                                                     |           |                                                                          |           |                                                                            |           |
| K1 200 m  | Sarah Guyot                                                                         | 40"980    | Natal'ja Podol'skaja                                                     | 41"340    | Nikolina Moldovan                                                          | 41"516    |
| K1 500 m  | Ewelina Wojnarowska                                                                 | 1'54"552  | Franziska Weber                                                          | 1'54"968  | Sarah Guyot                                                                | 1'55"392  |
| K1 1000 m | Franziska Weber                                                                     | 4'02"777  | Florentina Caminescu                                                     | 4'03"601  | Irene Burgo                                                                | 4'05"645  |
| K1 5000 m | Maryna Litvinchuk                                                                   | 22'19"250 | Irene Burgo                                                              | 22'19"680 | Jenny Egan                                                                 | 22'19"900 |
| K2 200 m  | Bielorussia Marharyta Makhneva Maryna Litvinchuk                                    | 38"480    | Polonia Karolina Naja Beata Mikołajczyk                                  | 39"192    | Serbia Nikolina Moldovan Olivera Moldovan                                  | 39"420    |
| K2 500 m  | Polonia Karolina Naja Beata Mikołajczyk                                             | 1'45"524  | Romania Petronela Borha Elena Meroniac                                   | 1'45"964  | Serbia Milica Starović Dalma Ružičić-Benedek                               | 1'46"172  |
| K2 1000 m | Romania Petronela Borha Elena Meroniac                                              | 3'42"220  | Polonia Karolina Naja Beata Mikołajczyk                                  | 3'42"740  | Serbia Milica Starović Dalma Ružičić-Benedek                               | 3'43"340  |
| K4 500 m  | Bielorussia Marharyta Makhneva Volha Khudzenka Alexandra Grishina Maryna Litvinchuk | 1'35"584  | Ucraina Mariia Kichasova Mariya Povkh Anastasiia Todorova Inna Hryshchun | 1'37"180  | Russia Elena Anyshina Kira Stepanova Vera Sobetova Svetlana Chernigovskaya | 1'37"804  |